# Голубенков, Кирилл Викторович
Кири́лл Ви́кторович Голубе́нков (род. 21 ноября 1963, Ленинград) — художник, реставратор, автор трёхмерных композиций.

## Биография
Родился в Ленинграде. В детстве посещал мастерскую Народного художника России скульптора А. Г. Дёмы. В 1976 году поступил в ДХШ на Крестовском острове и за два года прошёл четырёхгодичный курс обучения.

## Реставрация
С 1978 по 1982 учился в Ленинградском художественном училище им. В. А. Серова (ЛХУ) на отделении реставрации.
Изучал реставрацию живописи и икон (педагоги: М. А. Никифоров, И. В. Ярыгина). Преддипломную практику проходил в Государственном Эрмитаже (русская икона 16-го века, руководители: А. Колбасов, А. Рахман). Дипломную работу К. Голубенков выполнял в Государственном Русском музее (два портрета 19-го века, руководитель: И. Н. Корнякова, рецензент: А. Б. Бриндаров).
После диплома был принят на работу в ГРМ. Работал в мастерской реставрации масляной живописи с 1982 по 1993.
За эти годы принимал участие в крупных проектах музея. В частности, в 1987 реставрировал картины П. Н. Филонова, был ответственным реставратором на выставке картин из собрания барона Тиссена-Борнемиса, а также на персональных выставках Е. Е. Моисеенко и А. А. Мыльникова.
С 1994 года начал работать самостоятельно в Германии. За 15 лет отреставрировал сотни произведений искусства, многие из которых позже продавались на аукционах(Sotheby’s, Christies, Bonhams).
Среди отреставрированных К. Голубенковым произведений картины Кандинского, Филонова, Гончаровой, Коровина, Репина, Айвазовского, Шишкина, Сомова и многих других.
Параллельно занимался научным копированием живописи. В 1983 году по заказу кинорежиссёра И. А. Авербаха выполнил копию картины П. Н. Филонова «После налета».

## Творчество
Творчеством К. Голубенков занимается с 1982 года. Первая выставка прошла ещё в студенческие годы в фойе легендарного рок-клуба на улице Рубинштейна в Ленинграде.
В 1983 выставил серию графических листов к «Мастеру и Маргарите» в хореографическом Училище им. А. Я. Вагановой. В том же году двадцатилетний художник создает картину «Сон коллежского асессора», представляющую собой белый барельеф носа майора Ковалева, по мотивам произведения Н. В. Гоголя.
Картина с успехом экспонировалась на выставке неофициальных ленинградских художников «Грани портрета» и других многочисленных выставках.
Спустя 12 лет, в 1995 г. режиссёр и скульптор Р. Л. Габриадзе установил аналогичный памятник на Вознесенском проспекте. В 1998 году (в дни празднования 100-летия Русского Музея) было принято решение о принятии картины К. В. Голубенкова «Сон коллежского асессора» на постоянное хранение в отдел живописи ГРМ.
Профессия реставратора, изучение техники живописи и копирование отразились на творчестве — ранние произведения К.Голубенкова созданы в стиле сюрреализма.
В 1984 году стал членом Товарищества Экспериментального Изобразительного Искусства, и выставлял свои работы на всех выставках ТЭИИ.
Принял участие в 50 выставках в России и в Европе. С 1997 года К. Голубенков занимается трёхмерными композициями и фотографией.
С 1987 по 1991 год в качестве видеооператора снимал балетные репетиции и спектакли Мариинского театра, в том числе единственные после эмиграции выступления и рабочие материалы Р. Нуреева и Н. Макаровой.

## Избранные выставки
- 1984 ДК им. С. М. Кирова «Грани портрета». Ленинград
- 1985 Ленинградский Дворец Молодёжи. Ленинград
- 1987 Ленинградский телецентр
- 1988 Выставочный зал «Художник». ЦВЗ «Манеж». Ленинград
- 1989 «Современное искусство СССР». Амстердам. Голландия
- 1990 Персональная выставка. Rathaus Hartberg. Германия
- 1993 «Постскриптум». Музей истории Санкт-Петербургского Университета
- 1995 Персональные выставки. Брюккен форум и Юнеско клуб. Бонн. Германия
- 1997 «Микрокосмос». Союз художников. Бонн. Германия
- 1999 «Erster Abschied». Дюссельдорф. Германия
- 2001 «Абстракция в России. XX век». Государственный Русский музей
- 2002 Персональная выставка. Музей Человека. Москва
- 2006 «Коллаж в России. XX век» Государственный Русский музей
- 2007 «Новые идеи для города». Музей Городской Скульптуры. Санкт-Петербург
- 2008 «Остров.20 лет спустя». Союз художников Санкт-Петербурга
- 2008 «Власть воды». Государственный Русский музей
- 2009 «Актуальное и маргинальное». Музей Городской Скульптуры. Санкт-Петербург
- 2009 «Рождественская выставка». Юсуповский дворец. Санкт-Петербург
- 2010 «Небо в искусстве». Государственный Русский музей
- 2010 «Новые идеи для города». Музей Городской Скульптуры. Санкт-Петербург
- 2011 «Памяти О. Э. Мандельшама». Государственный музей В. В. Маяковского. Москва
- 2012 «Из коллекции Йозефа Киблицкого». Pallazio Caetani. Fondi. Италия
- 2013 «Современный Креатив». Музей Городской Скульптуры. Санкт-Петербург
- 2013 «Зеленый урбанизм». Музей Городской Скульптуры. Санкт-Петербург
- 2014 «Бумажная скульптура». Государственный Русский музей

## Произведения хранятся
- Государственный Русский музей
- Музей Нонконформизма (С.-Пб)
- Музей Человека (Москва)
- Частные коллекции в России и Европе

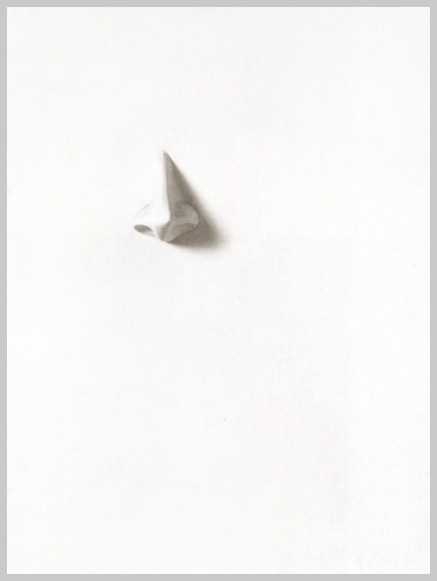
«Сон коллежского асессора» 1983 г.
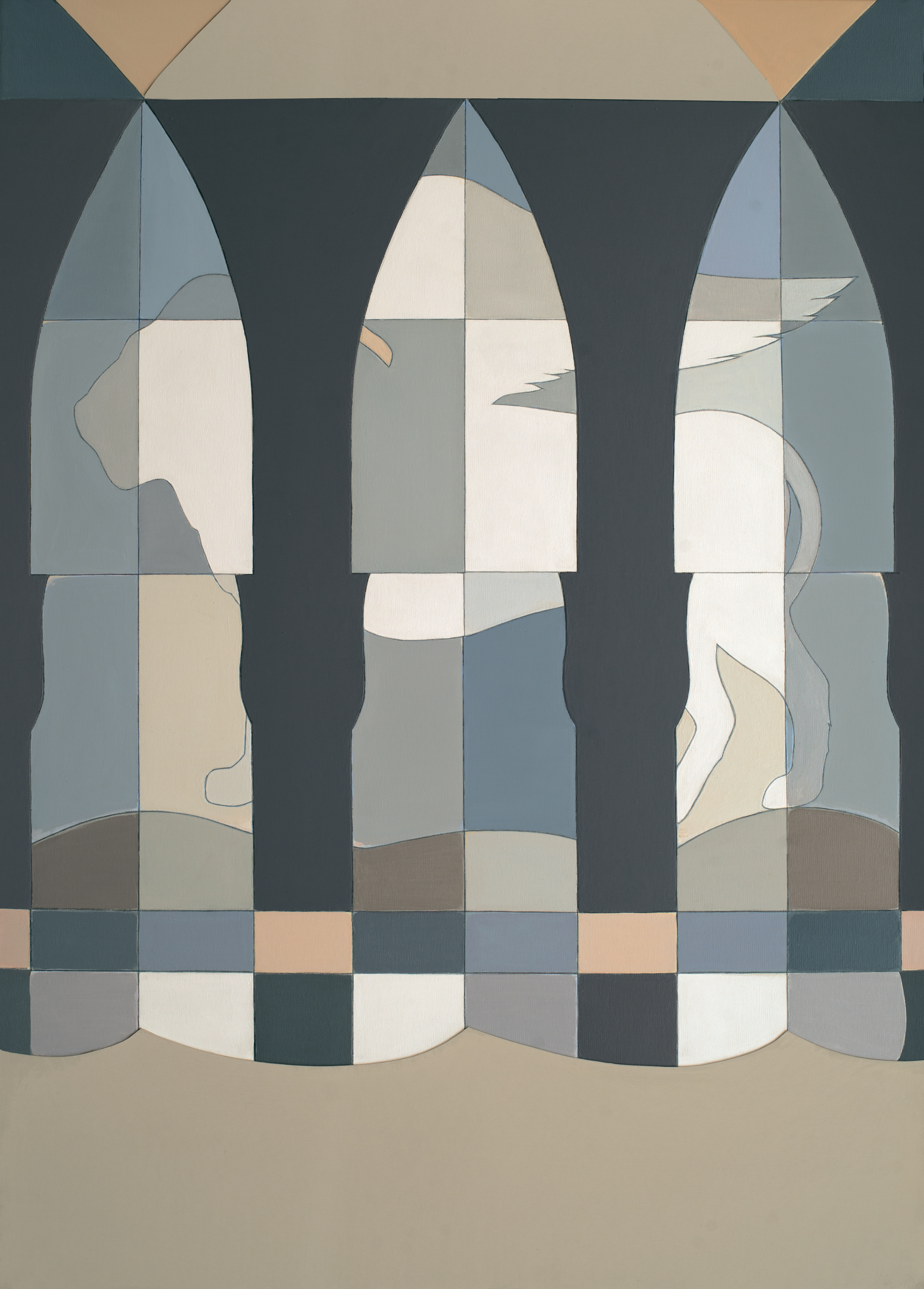
«Венеция» 2003 г. Собрание автора
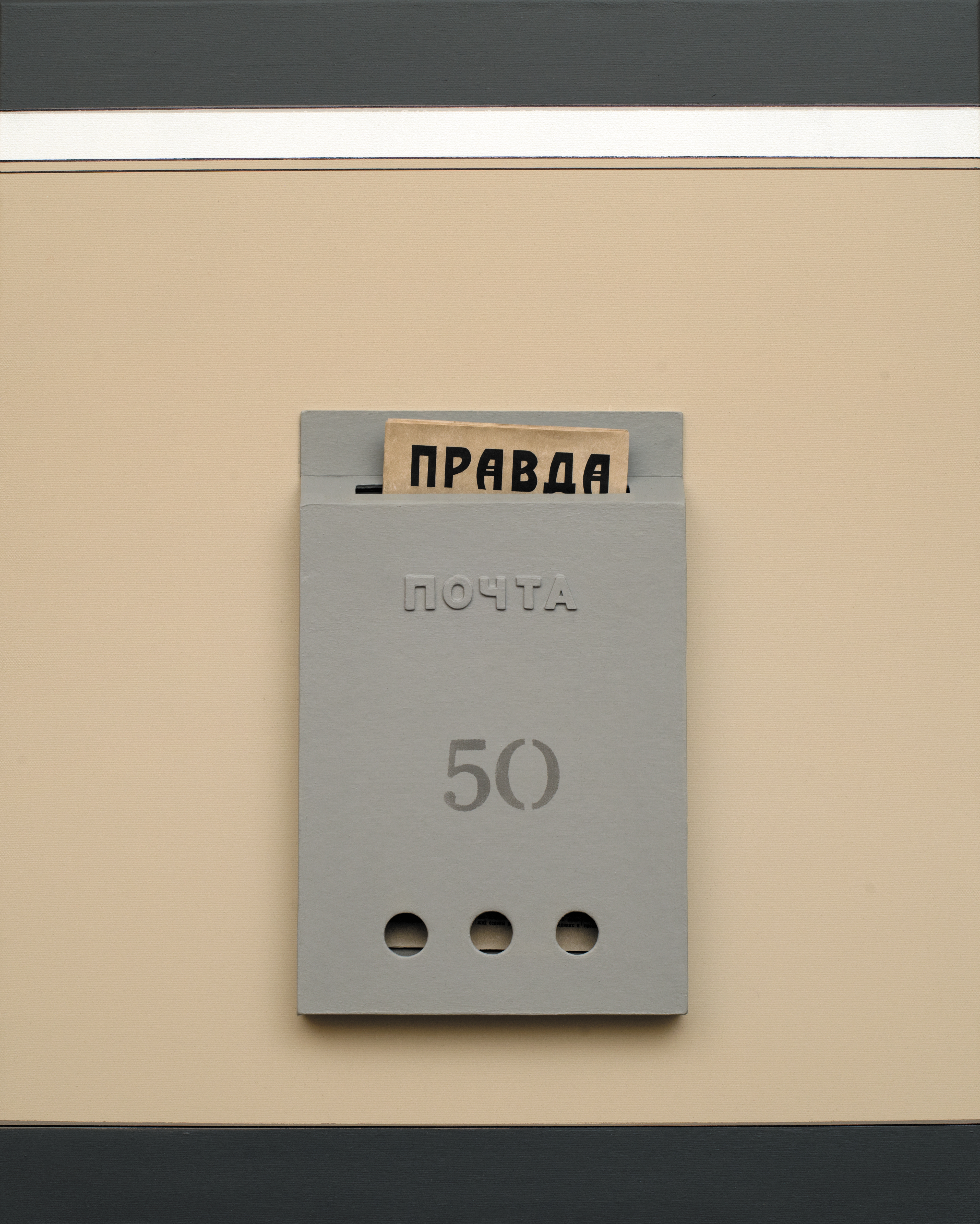
«Правда» 2017 г. Собрание автора
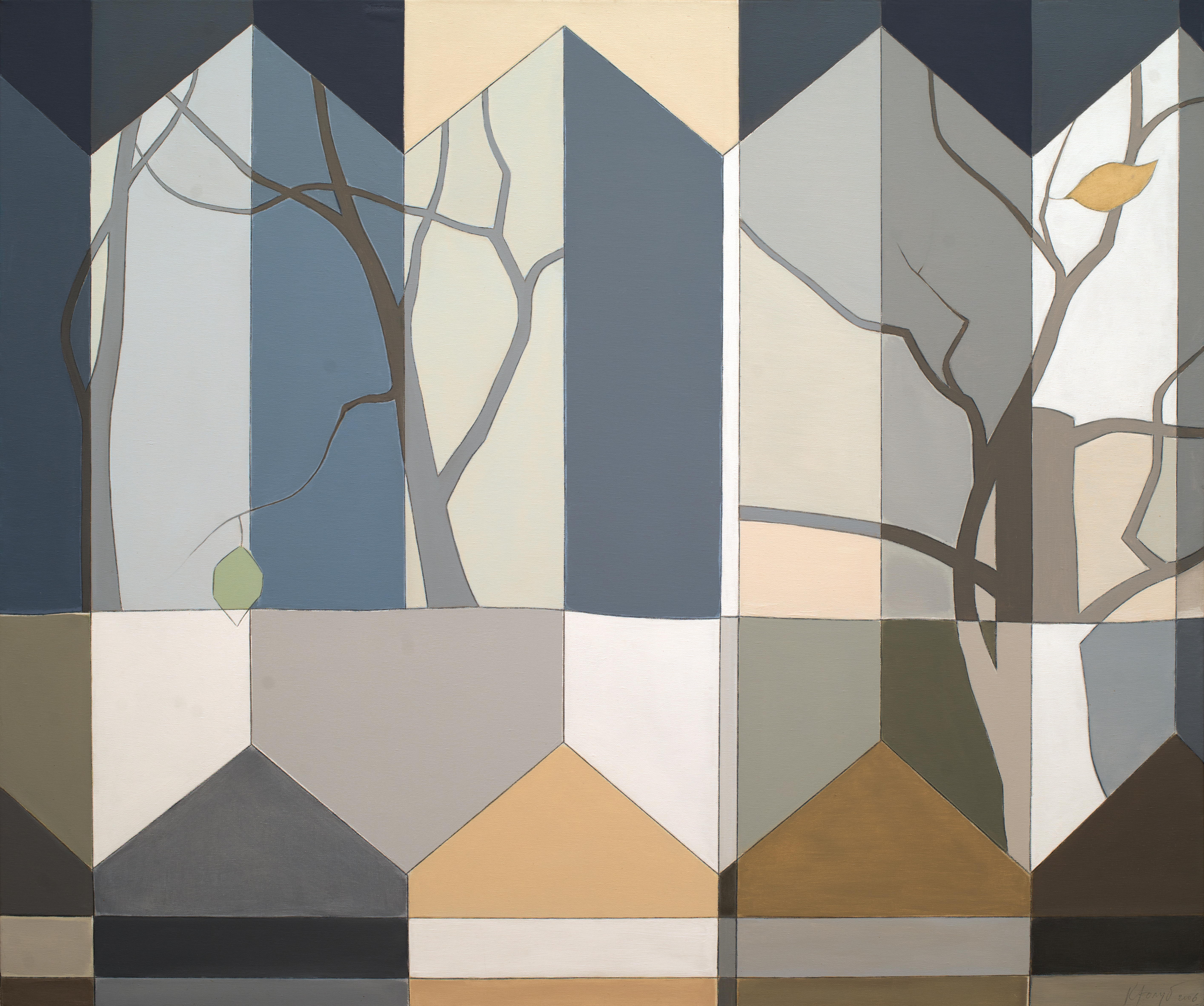
«Сад» 2007 г. Собрание автора
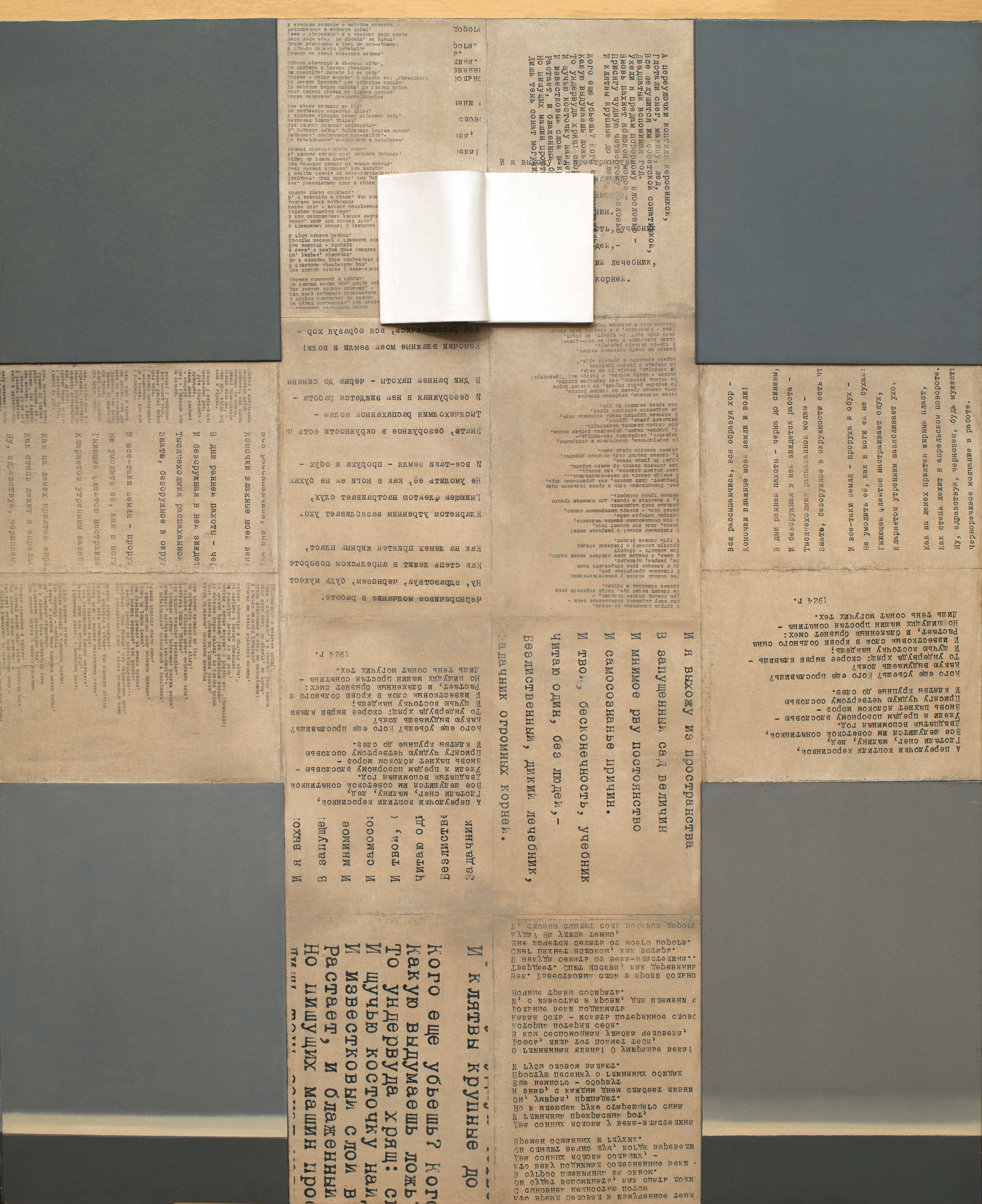
«Мандельштаму» 2010 г. Собрание автора
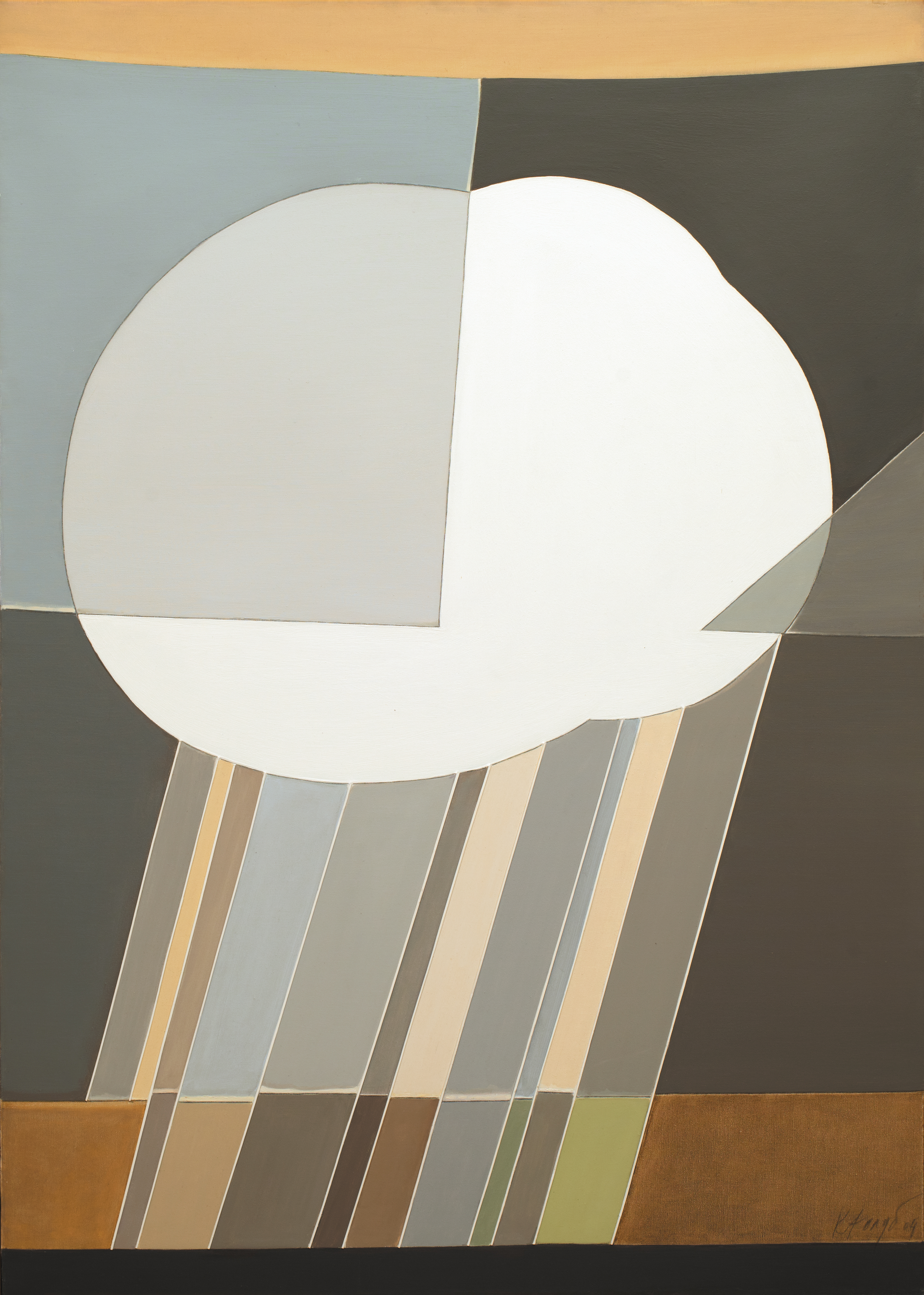
«Облако» 2004 г. Собрание автора
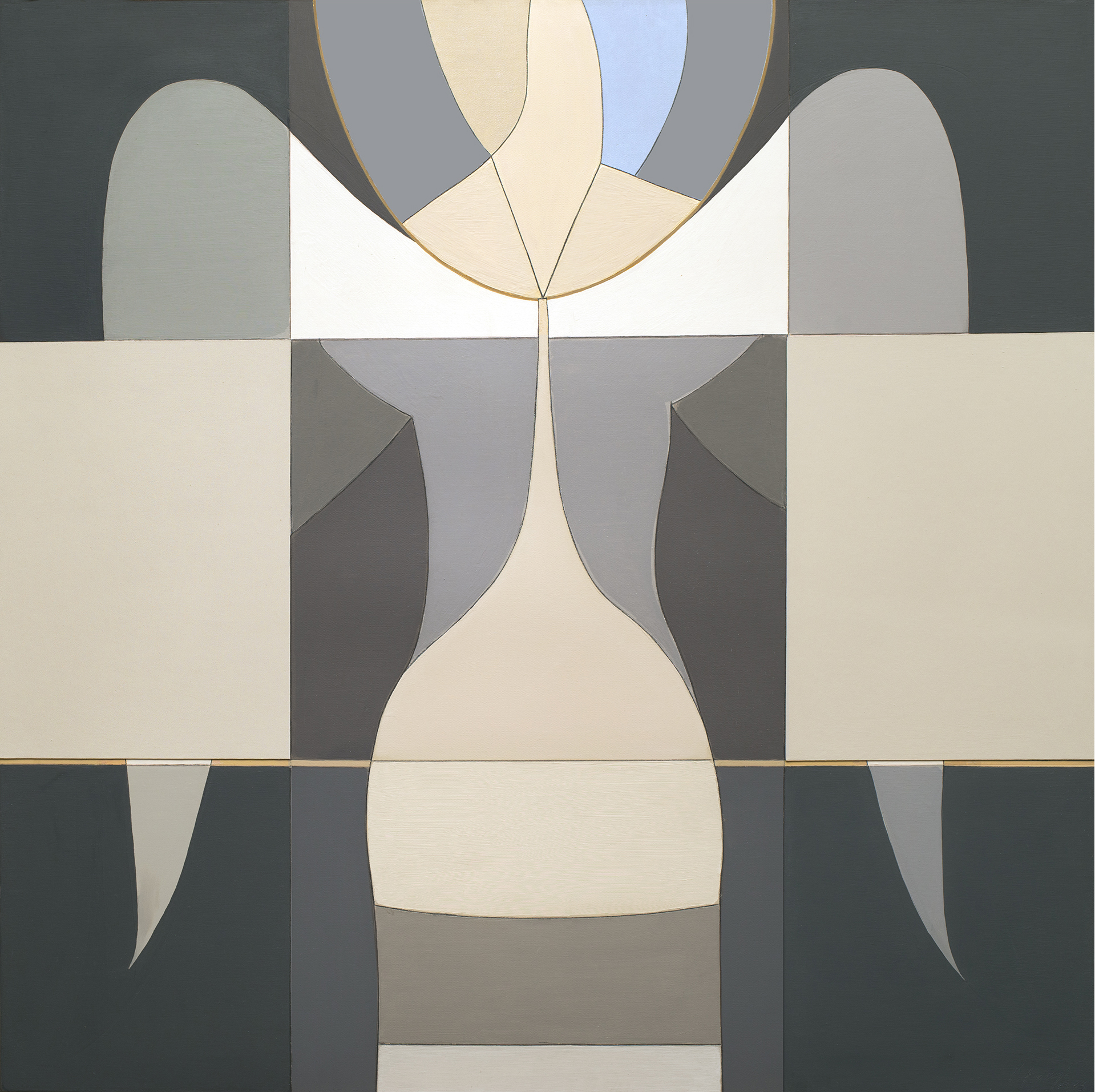
«Белые ночи» 2003 г. Собрание автора
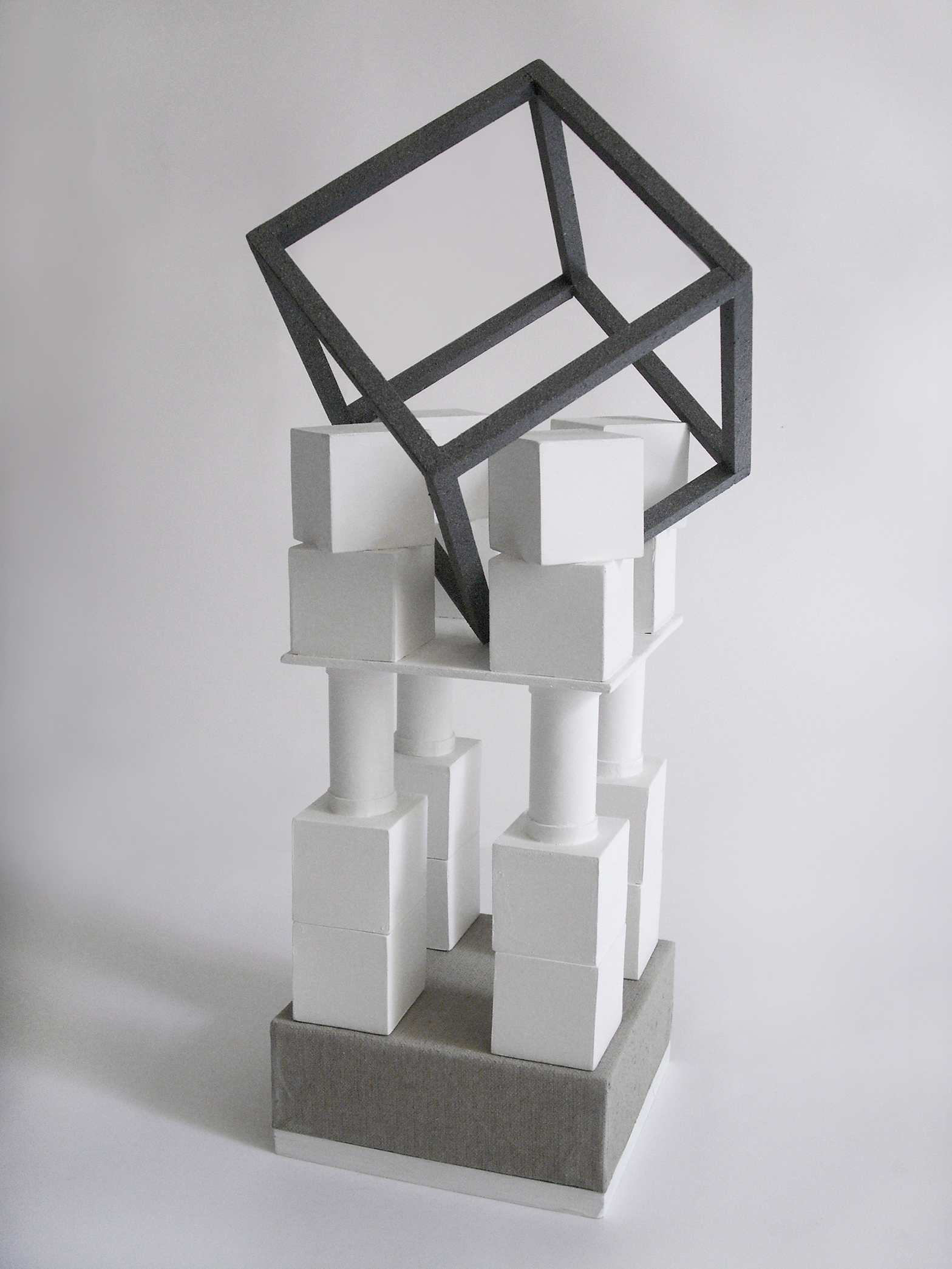
«Гипотеза» 2006 г. Собрание автора

## Публикации
- «Бумажная скульптура». Palace Editions. ISBN 978-5-93332-475-1
- «Russian Contemporary art 1950—2011». Palace Editions. ISBN 978-3-86-384-027-3
- «Небо в искусстве». Palace Editions. ISBN 978-5-93332-344-0
- Каталог «Музея нонконформистского искусства». С-Пб, 2009. ISBN 5-85263-029-2
- Kirill Golubenkov. Изд. «Искусство России» 1994. Лицензия ЛР № 07334 от 28.01.1992
- «Власть воды». Palace Editions. ISBN 978-5-93332-293-1
- «Абстракция в России. XX век». Palace Editions. ISBN 5-93332-059-5 ISBN 3-935298-50-1
- «Коллаж в России». ISBN 5-93332-188-5
- Государственный Русский музей. Отчет. 2001. Palace Editions. ISBN 5-93332-073-0. ISBN 3-935298-21-8
- Bonhams Auction Catalogue 8.06.09
- «Час пик» № 16. 22.4.1991. Автор текста Б. Мазо, фото: Валерий Плотников
- «General-Anziger». «Abstrakte Ansichten aus St.Petersburg» 10.03.2004
- «General-Anziger». «Russische Kunst im Rathaus Hartberg» 24.05.90
- «Bonner Rundschau». «Verbotene Bilder im Hartberg» 31.05.90
- «Bonner Kultur». «Mikrokosmos» 13.12.96